# Family Life
Family Life is een Britse dramafilm uit 1971 onder regie van Ken Loach.

## Verhaal
De jonge Janice Baildon woont in bij haar strenge en conservatieve ouders. Ze wordt door hen gedwongen om een abortus te plegen. Daarna wordt ze opgenomen in een psychiatrische instelling, waar ze een behandeling met elektroshocks moet ondergaan.

## Rolverdeling
| Acteur           | Personage        |
| ---------------- | ---------------- |
| Sandy Ratcliff   | Janice Baildon   |
| Bill Dean        | Mijnheer Baildon |
| Grace Cave       | Mevrouw Baildon  |
| Malcolm Tierney  | Tim              |
| Hilary Martin    | Barbara Baildon  |
| Michael Riddall  | Dokter Donaldson |
| Alan MacNaughton | Mijnheer Caswell |
| Johnny Gee       | Man in tuin      |